# Alfred Nourney
Alfred Nourney, también conocido como Barón Alfred von Drachstedt (26 de febrero de 1892-15 de noviembre de 1972) fue un caballero alemán nacido en Holanda que sobrevivió al hundimiento del RMS Titanic en 1912. Nourney tenía veinte años cuando abordó el navío como pasajero de primera clase.

## Titanic
Viajando bajo el nombre falso y título de Barón Alfred von Drachstedt, Nourney embarcó en el Titanic en Cherburgo, Francia, como pasajero de segunda clase. Su solicitud a un sobrecargo para que lo transfirieran a un camarote de primera clase fue concedida, en gran parte debido a su condición supuestamente aristocrática. Había comprado artículos caros, incluyendo ropa, joyas, bastones de paseo, dos conjuntos de artículos de tocador y una estilográfica, para apoyar su pretensión.
La noche del 14 de abril de 1912, estaba jugando al bridge con otros hombres en la sala de fumadores de primera clase. Cuando Nourney notó una ligera perturbación, se fue brevemente a investigar, pero regresó para continuar jugando. Minutos más tarde, fueron conscientes de la situación y abordaron el bote salvavidas 7 sin dificultades ni impedimentos, el cual fue bajado a las 24:45 horas. Mientras los demás remaban, él permaneció inmóvil, fumando cigarrillos. También disparó al aire todas las balas de la pistola que llevaba consigo "para defenderse en el Salvaje Oeste". Fueron rescatados por el RMS Carpathia a las 5:10 horas.
A bordo del Carpathia, no se comportó precisamente como un caballero. Después del almuerzo, se dirigió a la sala de fumadores donde se acomodó a descansar sobre una pila de mantas que deberían distribuirse entre los supervivientes. Una joven entró en la habitación y tiró de la manta superior, haciendo que Nourney rodara por el piso. Todos alrededor aplaudieron a la mujer, y Nourney se escondió.
Al desembarcar el 18 de abril en Nueva York, afirmó haber perdido todo su dinero en el Titanic y que deseaba regresar rápidamente a Europa. Regresó a Francia y después a Colonia, Alemania, donde vivía su madre viuda.

## Vida posterior
Durante los años 1920, fue vendedor de Daimler-Benz AG, y compitió en deportes de motor. Se instaló en Bad Honnef, Alemania, donde se convirtió en miembro de honor del club de tenis "Rot-Weiss". Se casó y tuvo dos hijas.

## Muerte
Nourney falleció el 15 de noviembre de 1972.